# Monaj
Monaj est un village et une commune du comitat de Borsod-Abaúj-Zemplén en Hongrie.

## Géographie
.